# Ameniszeneb
Ameniszeneb ("Ámon egészséges") ókori egyiptomi hivatalnok volt a XII. dinasztia végén; Elephantiné polgármestere és a papok elöljárója.
Ameniszeneb apja II. Hekaib polgármester volt, akit közvetlenül követett hivatalában; anyja neve Szattjeni. Ameniszeneb mindenekelőtt a VI. dinasztia idején élt, később nagy tiszteletben tartott Hekaib elephantinéi kultuszhelyén végzett munkálatairól ismert; egy szentélyt és három szobrot emelt neki. További szobrokat és szentélyeket állított apja, II. Hekaib és rokona, Hekaibanh tiszteletére; utóbbit fivérének nevezi, de ez nem feltétlenül jelenti, hogy valóban testvérek voltak.
Ameniszenebet hivatalában Hakaurészeneb követte. Ugyanazon a dokumentumon maradtak fenn pecsétlenyomataik Elephantinéban, ami arra utal, egyidőben töltötték be hivatalukat; polgármesternél ilyenre korábban nem volt példa.

## Fordítás
- Ez a szócikk részben vagy egészben  az   Ameni-seneb című német Wikipédia-szócikk ezen változatának fordításán alapul.  Az eredeti cikk szerkesztőit annak laptörténete sorolja fel. Ez a jelzés csupán a megfogalmazás eredetét és a szerzői jogokat jelzi, nem szolgál a cikkben szereplő információk forrásmegjelöléseként.